# Artisterna i cirkuskupolen: Rådlösa
Artisterna i cirkuskupolen: Rådlösa (originaltitel: Die Artisten in der Zirkuskuppel: Ratlos) är en västtysk film från 1968, skriven och regisserad av Alexander Kluge. Filmen vann Guldlejonet vid filmfestivalen i Venedig.